# Mwangale
Mwangale (ou Mwangare) est un village du Cameroun situé dans la Région du Sud-Ouest et le département de la Meme. Il fait partie de la commune de Konye.

## Population
On y a dénombré 330 personnes en 1968, principalement des Bakundu, du groupe Oroko.
Lors du recensement de 2005, la population s'élevait à 1 080 personnes.